# 碓井哲雄
碓井 哲雄（うすい てつお、1941年10月28日 - 2021年9月11日）は、日本の陸上競技選手。陸上競技指導者。
専門は長距離走。
2002年から神奈川工科大学陸上競技部監督を務め、1995年から2021年まで日本テレビ放送網『新春スポーツスペシャル箱根駅伝』の名物解説者として活躍した。

## 略歴
東京都中央区出身。東京・東日本橋の、祖母が経営する料亭で中高時代を過ごした。東京都中央区立久松中学校（現：東京都中央区立日本橋中学校））1年から陸上を始め校内マラソンで優勝。陸上部へ誘われ、隅田川にかかる新大橋と両国橋を巡って健脚を鍛えた。中央大学杉並高等学校（現：中央大学附属高等学校）入学後、1958年の第9回全国高等学校駅伝競走大会（2年時）では4区の区間賞を獲得した。
1960年、高等学校を卒業して東急電鉄に入社した。1961年、社会人のまま中央大学経済学部に入学し、同年の日本陸上競技選手権大会の5000mと10000mで2位となる。
1962年に東急電鉄を退社して、正式に中央大学陸上部に入部した。
中央大学在学中、3度東京箱根間往復大学駅伝競走に出場し最多記録6連覇達成に2度貢献した。箱根駅伝は2年（1963年大会）10区3位、3年（1964年大会）2区3位の好成績を収めた。主将だった4年（1965年大会）も2区2位と好走したが、日本大学に7連覇を阻止された。
1966年、中央大学経済学部を卒業する。
卒業後は名古屋鉄道に進んだ後、28歳で現役を引退した。その後、ビジネスマンを経て、1981年から1994年まで中央大学陸上競技部コーチを務め、1983年には本田技研工業（現：Honda陸上競技部）総監督を兼任した。1993年、東日本実業団対抗駅伝競走大会２連覇などを達成した。1986年アジア競技大会1500m金メダリスト大志田秀次、1992年バルセロナオリンピック日本代表浦田春生らを育てた。
1996年、箱根駅伝での中大復活優勝の礎を築いた。日本代表のコーチとして1992年バルセロナオリンピック、1990年アジア競技大会（北京市）、1994年アジア競技大会（広島市）に参加した。

### 『箱根駅伝』解説
日本テレビ系列で毎年放送される『新春スポーツスペシャル箱根駅伝』では、1995年（第71回）から1号車解説、2004年の第80回大会からは日本テレビ放送センターの解説を務めた。その後2021年の第97回大会まで実に27年間にわたって出演したが、直後に体調を崩し入院。そして最後の解説から8ヶ月後の同年9月11日、心不全のため死去した。79歳没
。翌2022年の第98回大会では、第1区で碓井の後輩である吉居大和（当時2年生）が1時間00分40秒の区間新記録を樹立し、中継のなかでも1号車実況の蛯原哲や碓井の「後任」として放送センターの解説を務めた瀬古利彦らが碓井について触れる場面があった。

## 東京箱根間往復大学駅伝競走の成績
- 1963年（昭和38年）第39回東京箱根間往復大学駅伝競走　10区：3位　1時間07分5秒
- 1964年（昭和39年）第40回東京箱根間往復大学駅伝競走　2区：3位　1時間15分53秒
- 1965年（昭和40年）第41回東京箱根間往復大学駅伝競走　2区：2位　1時間15分19秒[19]

## 著書
- 箱根駅伝 強豪校の勝ち方 　碓井 哲雄 (著) (文春新書)[20]